# Afrikansk lungfisk
Afrikansk lungfisk (Protopterus annectens)  är en fiskart som först beskrevs av Richard Owen 1839.  Protopterus annectens ingår i släktet Protopterus och familjen Protopteridae. IUCN kategoriserar arten globalt som livskraftig.
Minst två stycken, cirka tre år gamla, exemplar av arten importerades till Sverige 1950, i samband med den andra svenska Gambiaexpeditionen, beskriven av en av expeditionsdeltagarna, zoologen Ragnar Olsson, i hans artikel ”En fisktransport från Afrika” i mars-numret av Tidskriften Akvariet, 1951. 
Dessa lungfiskar placerades tillfälligt under vintern 1950-1951 på dåvarande Firma Akvarium på Kungsholmen i Stockholm, där de sköttes om av den erfarne tyske akvaristen och fiskodlaren Helmut Pinter, och fotograferades av firmans ägare Paul Jacobsson för Ragnar Olssons artikel i "Akvariet". , innan de flyttades till akvarierna på gamla Zootis Zoologiska institutionen, som då låg på Drottninggatan i Stockholm.En av lungfiskarna kom senare att kallas Lungkvist och levde ända fram till 2003 i Spånga akvarieförenings lokaler och ingår idag i Naturhistoriska riksmuseets forskningssamlingar. Lungkvist var 81 cm lång och vägde drygt 2 kg. 

## Underarter
Arten delas in i följande underarter:
- P. a. annectens
- P. a. brieni